# Liste der Delegierten des US-Repräsentantenhauses aus Puerto Rico

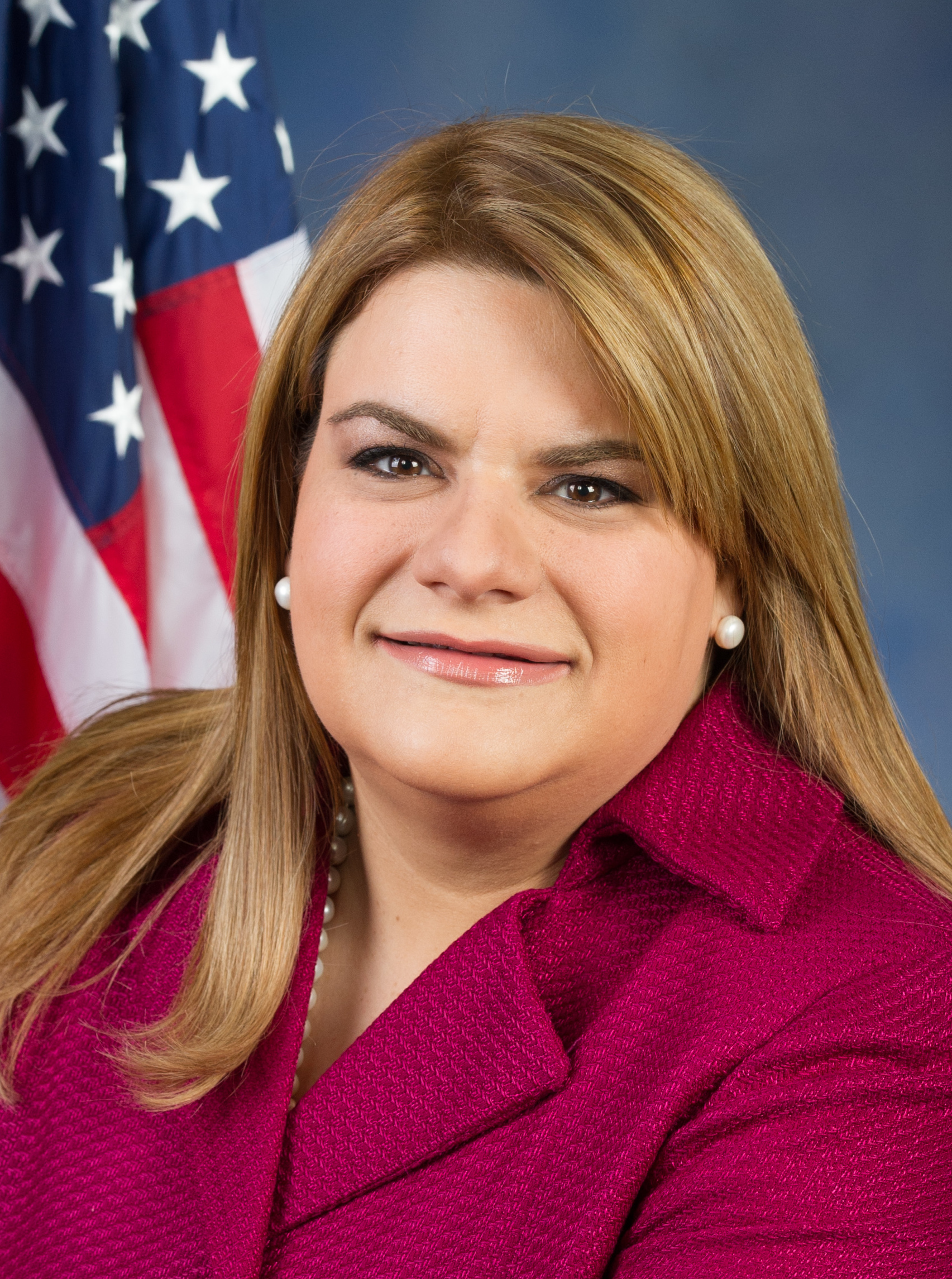
Jenniffer González, die derzeitige Kongressdelegierte aus Puerto Rico

Puerto Rico ist seit 1898 ein nichtinkorporiertes Außengebiet der Vereinigten Staaten. Der karibische Freistaat wurde 1901 erstmals durch einen Delegierten im Repräsentantenhaus der Vereinigten Staaten vertreten, der die Bezeichnung Resident Commissioner trägt. Dieser ist das einzige Mitglied des Repräsentantenhauses, das nicht alle zwei Jahre, sondern in einem vierjährlichen Rhythmus wiedergewählt wird. Der Resident Commissioner hat lediglich in den Ausschüssen des Repräsentantenhauses Stimmrecht, nicht aber im Repräsentantenhaus selbst.
Die meisten Resident Commissioners waren oder sind Mitglied zweier Parteien: einer aus Puerto Rico und einer aus den Vereinigten Staaten. Dabei stimmen die Verbindungen zweier Parteien in Einzelfällen nicht immer überein. So ist die derzeitige Delegierte Jenniffer González genau wie ihr Vorgänger Pedro Pierluisi Mitglied der Partido Nuevo Progresista (PNP), doch während González den Republikanern angehört, ist Pierluisi Demokrat.
| Name                            | Amtszeit                            | Partei                           |
| ------------------------------- | ----------------------------------- | -------------------------------- |
| Federico Degetau y González     | 4. Januar 1901 – 3. Januar 1905     | Republikaner/Partido Republicano |
| Tulio Larrinaga                 | 4. März 1905 – 3. März 1911         | Unión de Puerto Rico             |
| Luis Muñoz Rivera               | 4. März 1911 – 15. November 1916    | Unión de Puerto Rico             |
| Félix Lope María Córdova Dávila | 7. August 1917 – 11. April 1932     | Unión de Puerto Rico             |
| José Lorenzo Pesquera           | 15. April 1932 – 3. März 1933       | parteilos                        |
| Santiago Iglesias Pantín        | 4. März 1933 – 5. Dezember 1939     | Coalición                        |
| Bolívar Pagán                   | 26. Dezember 1939 – 3. Januar 1945  | Coalición                        |
| Jesús Toribio Piñero Jiménez    | 3. Januar 1945 – 2. September 1946  | Demokrat/PPD                     |
| Antonio Fernós Isern            | 11. September 1946 – 3. Januar 1965 | Demokrat/PPD                     |
| Santiago Polanco Abreu          | 3. November 1964 – 3. Januar 1969   | Demokrat/PPD                     |
| Jorge Luis Córdova Díaz         | 3. Januar 1969 – 3. Januar 1973     | Republikaner/PNP                 |
| Jaime Rexach Benítez            | 3. Januar 1973 – 3. Januar 1977     | Demokrat/PPD                     |
| Baltasar Corrada del Río        | 3. Januar 1977 – 3. Januar 1985     | Demokrat/PNP                     |
| Jaime B. Fuster Berlingeri      | 3. Januar 1985 – 4. März 1992       | Demokrat/PPD                     |
| Antonio J. Colorado Laguna      | 4. März 1992 – 3. Januar 1993       | Demokrat/PPD                     |
| Carlos Antonio Romero Barceló   | 3. Januar 1993 – 3. Januar 2001     | Demokrat/PNP                     |
| Aníbal Salvador Acevedo Vilá    | 3. Januar 2001 – 3. Januar 2005     | Demokrat/PPD                     |
| Luis Guillermo Fortuño Burset   | 3. Januar 2005 – 3. Januar 2009     | Republikaner/PNP                 |
| Pedro R. Pierluisi Urrutia      | 3. Januar 2009 – 3. Januar 2017     | Demokrat/PNP                     |
| Jenniffer González              | 3. Januar 2017 –                    | Republikaner/PNP                 |